# Leptothorax minutissimus
Leptothorax minutissimus é uma espécie de formiga da família Formicidae.
É endémica dos Estados Unidos da América.

## Biologia
A L. minutissimus é uma formiga parasita sem obreiras, que vive nos formigueiros da Temnothorax curvispinosus. As rainhas tendem a invadir as colónias de T. curvispinosus na Primavera e são frequentemente bem aceites pelas obreiras da espécie parasitada; ao contrário de outras espécies de formigas parasitas (em que a rainha da espécie parasitada é morta), a rainha hospedeira e a parasita coexistem do mesmo formigueiro. As novas gerações de L. minutissimus demoram menos tempo a sair das pupas que as da T. curvispinosus e provavelmente acasalam dentro do formigueiro (o acasalamento provavelmente será entre irmãos e cada macho acasalará com várias fêmeas, já que nascem mais fêmeas do que machos); após o acasalamento as fêmeas hibernam, para na Primavera seguinte irem invadir outros formigueiros (não parece haver casos de várias rainhas L. minutissimus no mesmo formigueiro). As fêmeas fecundadas perdem rapidamente as asas, supondo-se que que procuram outros formigueiros a pé e não voando, o que afetará a distribuição geográfica da espécie.